# Into the Pandemonium
Into the Pandemonium es el álbum de 1987 de la banda Celtic Frost. El álbum es más variado que sus antecesores.
La canción "Rex Irae" es la apertura del réquiem de Celtic Frost, la tercera y última parte "Winter (Requiem, Chapter Three: Finale)" puede ser escuchada en el álbum de 2006 Monotheist. La segunda parte del réquiem nunca fue publicada por la banda.

## Letras
Algunas de las letras fueron tomadas de otras fuentes. Por ejemplo, algunas partes de Inner Sanctum están copiados de los poemas de Emily Brontë.

## Diseño artístico
La imagen de cubierta es un detalle de la derecha de El jardín de las delicias, un tríptico de 1504, pintado por Hieronymus Bosch.

## Lista de canciones original
Cara Uno
1. "Mexican Radio" – 3:28
2. "Mesmerized" – 3:24
3. "Inner Sanctum" – 5:14
4. "Tristesses de la lune (Sorrows Of The Moon)" - 3:04
5. "Babylon Fell" – 4:18

Cara Dos
1. "Caress into Oblivion" – 5:10
2. "One in Their Pride (Porthole Mix)" – 2:50
3. "I Won't Dance" (Tom Warrior) – 4:31
4. "Rex Irae (Requiem)" – 5:57
5. "Oriental Masquerade" – 1:15

## Lista de canciones remasterización
1. "Mexican Radio" – 3:28
2. "Mesmerized" – 3:24
3. "Inner Sanctum" – 5:14
4. "Tristesses de la Lune" – 2:58
5. "Babylon Fell (Jade Serpent)" – 4:18
6. "Caress into Oblivion (Jade Serpent II)" – 5:10
7. "One in Their Pride (Porthole Mix)" – 2:50
8. "I Won't Dance (The Elders' Orient)" – 4:31
9. "Sorrows of the Moon" - 3:04
10. "Rex Irae (Requiem)" – 5:57
11. "Oriental Masquerade" – 1:15
12. "One in Their Pride (Re-entry Mix)" – 5:52
13. "In the Chapel in the Moonlight|In The Chapel, In The Moonlight" - 2:04
14. "The Inevitable Factor" - 4:38
15. "The Inevitable Factor (Alternate Vox)" - 4:38

## Créditos
- Tom Gabriel Fischer - Guitarra, voz
- Martin Eric Ain - Bajo
- Reed St. Mark - Batería